# Areado (ort)
Areado är en ort i Brasilien.   Den ligger i kommunen Areado och delstaten Minas Gerais, i den sydöstra delen av landet, 600 km söder om huvudstaden Brasília. Areado ligger 819 meter över havet och antalet invånare är 10 689.
Terrängen runt Areado är platt söderut, men norrut är den kuperad. Areado är det största samhället i trakten.
Trakten runt Areado består huvudsakligen av våtmarker. Runt Areado är det ganska tätbefolkat, med 100 invånare per kvadratkilometer.